# Harjulampi
Harjulampi är en sjö i kommunen Rovaniemi i landskapet Lappland i Finland. Arean är 43 hektar och strandlinjen är 3,06 kilometer lång. Sjön  ingår i Kemi älvs huvudavrinningsområde.   Den ligger nära Rovaniemi och omkring 700 kilometer norr om Helsingfors. 